# Колаж

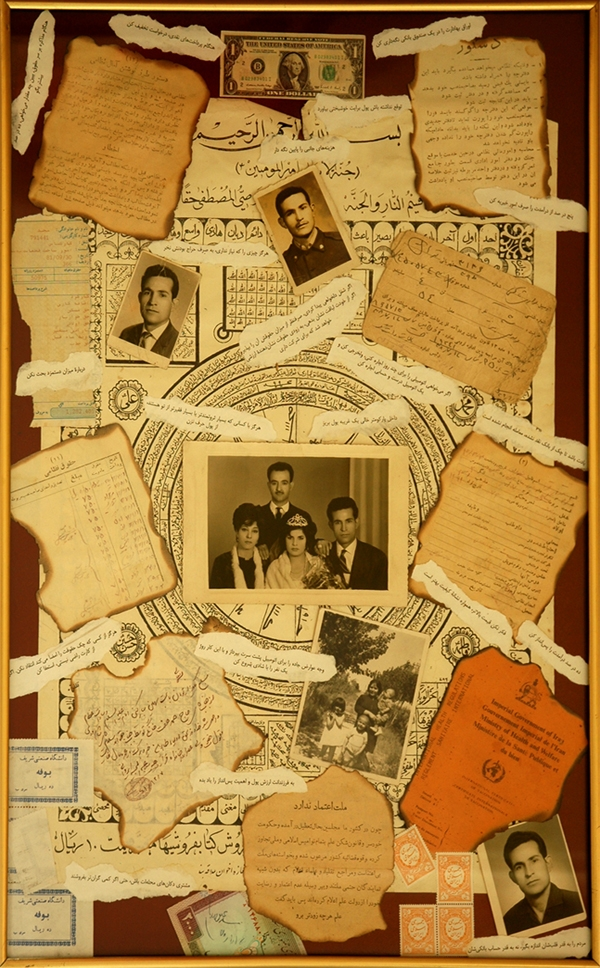
Колаж з фото і документів

Кола́ж (від фр. coller — склеювати) — це художня техніка, яка полягає в створенні композиції шляхом наклеювання на одну поверхню різноманітних матеріалів різних за фактурою та кольором: шматків газет, афіш, шпалер тощо.
У широкому сенсі колаж — включення за допомогою монтажу в твори літератури, театру, кіно, живопису, музики різностильових об'єктів або тем для посилення естетичного ефекту.

## Фотоколаж

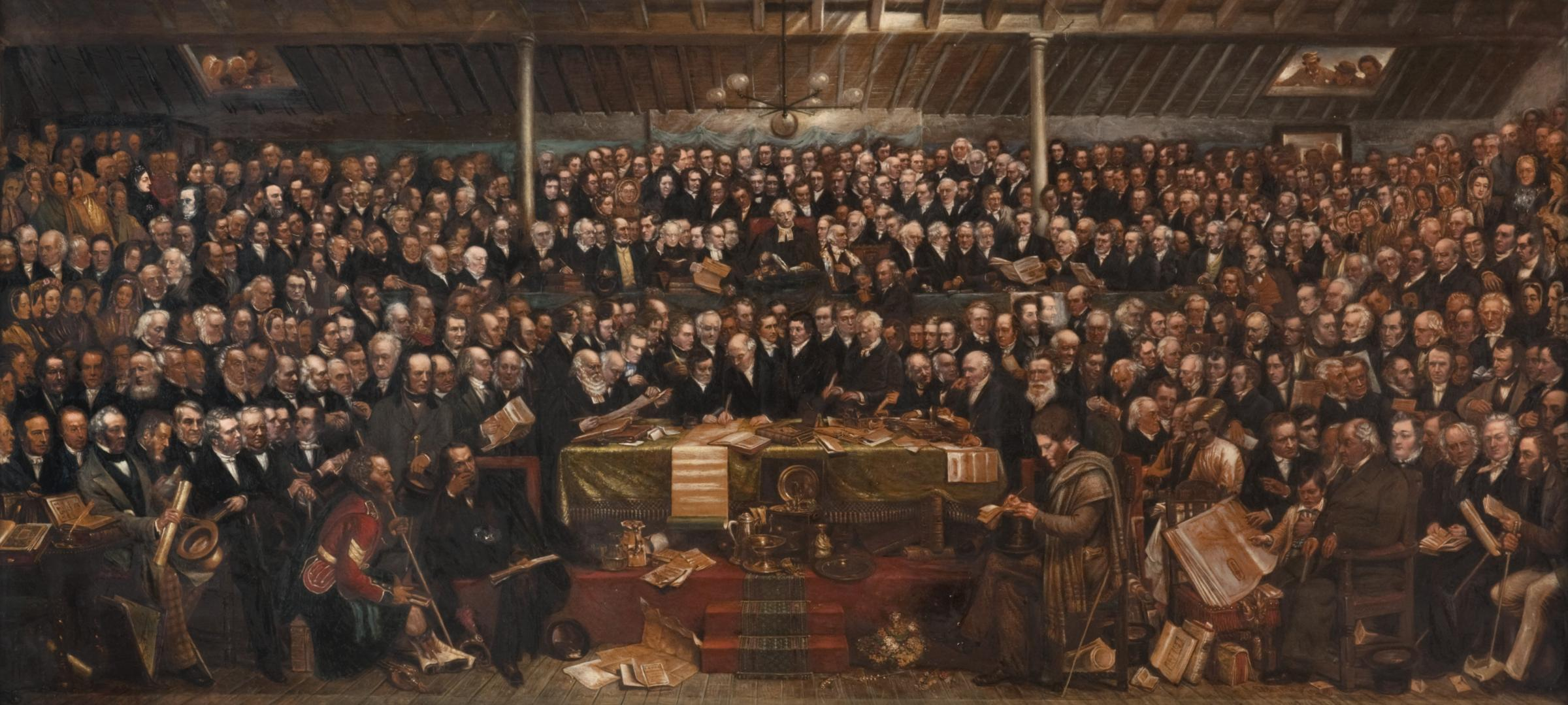
Д.Хілл і Р. Адамсон "Засідання Вільної церкви в Шотландії".1843

У 1843 році  Д.Хілл і Р. Адамсон придумали створити композицію - фотомонтаж з 500 фотографій. На світ з'явився перший в світі фотоколаж і фотомонтаж, який отримав назву "Засідання Вільної церкви в Шотландії".
Колаж із фотографій або частин фотографій називається фотомонтажем. Фотомонтаж — це процес (та результат) створення композиційної фотографії за допомогою розрізання інших фотографій і склеювання цих частин в одне фотографічне зображення. В Україні є відомі фотоколажисти:  Параджанов Сергій Йосипович, Роман Баран,  Рафаель Левчин та ін. 
З появою цифрової фотографії фотоколажі створюють використовуючи програмне забезпечення для редагування зображень, що має назву фотомонтаж. Серед українських художників до цієї техніки звертаються Арсен Савадов,  Олена Голуб, Олександр Ляпін, Микола Недзельский, Святченко Сергій та ін.

### Програми для фотоколажу
- AKVIS Chameleon — додаток для створення найскладнішого виду колажів - художніх проєктів. Програма дозволяє реалістично поєднувати об'єкти на двох різних знімках, переносити і накладати певний фрагмент однієї фотографії на іншу роботу
- CollageIt — інструмент для розміщення мініатюр на шаблонній сітці. У програму інтегровані 15 різних зразків робіт, на які можна накладати знімки, додавати рамки і тіні.
- Collagerator —  додаток з максимально доступним функціоналом без реєстрації або додаткових вкладень. Принцип роботи програми простий-користувач як завгодно розміщує мініатюри фото на фоновій підкладці, при необхідності обертає їх, накладає тіні і рамки.
- Fotor  —  фоторедактор, який крім відмінних можливостей по обробці знімків має спеціальний режим створення колажів з фотографій шляхом нанесення мініатюр на шаблонну сітку.
- PhotoMix Collage —  додаток для генерування класичних і довільних колажів, а також створення фотокалендарів.
- Photoscape — редактор колажів  методом накладення об'єктів на шаблонну сітку. У додатку є зразки рамок і фонових підкладок, завдяки яким можна оформляти вітальні листівки або обкладинки для альбомів.
- Picasa — додаток дозволяє структурувати  колекцію знімків, застосовувати ефекти, редагувати зображення, створювати слайд-шоу і колажі.
- Picture Collage Maker Free — програма для створення різних видів проєктів: класичних та шаблонних колажів, оформлень листівок та календарів.
- SmileBox —  програма, в якій   можно створювати анімовані міні-презентації, генерувати слайд-шоу і робити звукові  постери, колажі, листівки.
- TurboCollage  —  програма дозволяє довільно розміщувати зображення на фоновій підкладці і обертати їх навколо своєї вісі.
- АвтоКОЛАЖ  —  додаток, призначений для генерування контурів зображень, цифр і букв з мініатюр фотографій. Наприклад, за допомогою Автоколаж можна створити вітальну листівку, виклавши з маленьких картинок ім'я ювіляра або пам'ятну дату.
- Майстер Колажів — додаток, призначений для створення листівок. Наявність  набору афоризмів і цитат відомих людей, які можна накладати на  фотографії.
- ФотоКОЛАЖ — програма, за допомогою якої можна створювати обкладинки для альбомів, вітальні листівки, плакати з використанням фотографій, шаблонних рамок і кліпартів.[2]

## Колаж в літературі
У літературі XX століття колаж характерний для напрямків, які використовували техніку фрагментації тексту, «клеєного» з не зв'язаних зовнішньою оповідною логікою епізодів — цитат, документів і т. п. До таких напрямків відносяться футуризм, модернізм і сюрреалізм. Він знайшов втілення в творчості Л. Арагона, Дж. Джойса, Дж. Дос Пассоса (роман «Манхеттен», 1925), Е. Паунда, Т. С. Еліота, М. Бютора, А. Дебліна (роман «Берлін — Александерплац», 1929) та ін. У футуристів вербальні елементи могли з'єднуватися з елементами живопису («віршокартини» В. В. Каменського).

## Колаж в образотворчому мистецтві
Техніка колажу стала використовуватися з тих пір, як в Китаї був винайдений папір, але суспільне визнання і термінологічне вираження він отримав набагато пізніше у Франції, завдяки творчості метрів художнього живопису Жоржа Брака, Пабло Пікассо і Анрі Матісса.
Жорж Брак в якості основи колажу використовував газетні вирізки. Покриваючи їх фарбою, він прагнув до досягнення ефекту живопису.
Техніка  Анрі Матісса була дещо відмінною - він розривав шматочки кольорового паперу і створював з них цільну композицію. Матісс вручну фарбував аркуші паперу, а потім вирізав з них елементи. При цьому свою стилістику, впізнавану пластику художник не втрачав.
Пабло Пікассо у своїй знаменитій роботі «Натюрморт зі зламаним стільцем». за основу взяв стілець. Межею між колажем і інкрустацією виступає фактор композиції твору. Якщо в колажі елементи складають єдине ціле, то в разі інкрустації один елемент виступає «інструментом» декорування поверхні іншого (наприклад, інкрустація ювелірної прикраси дорогоцінними каменями).
Пізніше в Європі колаж став поштовхом до розвитку поп-арту. Прехідною ланкою від колажу до поп-арту є картина Річарда Гамільтона "Що саме робить наші житла такими особливими, такими привабливими?»

## Звуковий колаж
Походження звукового колажу можна простежити до творів Бібера «Баталія» (1673), «Дон Жуан» Моцарта (1789) до музичних уривків зі симфоній Малера. Перші повністю розроблені музичі колажі зустрічаються в декількох творах Чарльза Айвза. Накладаючи один на одного кілька окремих мелодій і цитат він створюється відчуття прогулянки містом. Таким чином, використання колажу в музиці фактично передувало його використанню в живописі (Пікассо, Брак), яким зазвичай приписують створення перших картин-колажів приблизно у 1912 році.
Більш ранні традиційні форми та процедури, такі як кводлібет, попурі, центонізація, відрізняються від колажів тим, що різні елементи в них ідеально поєднуються один з одним, тоді як у колажі зіткнення тональності, тембру, текстури, метра, темпу або інші невідповідності важливі для збереження індивідуальності. Однак що робило їхню техніку справжнім колажем, так це зіставлення цитат і незв'язаних мелодій накладаючи їх шарами або переміщаючись між ними в швидкій послідовності, як при монтажі фільму.

## Колаж в Україні
2014р. в альтернативній галереї Тимутопіяпрес (м.Львів) відбулась перша міжнародна виставка Мистецтва Колажу в Україні "Колаж Арт".

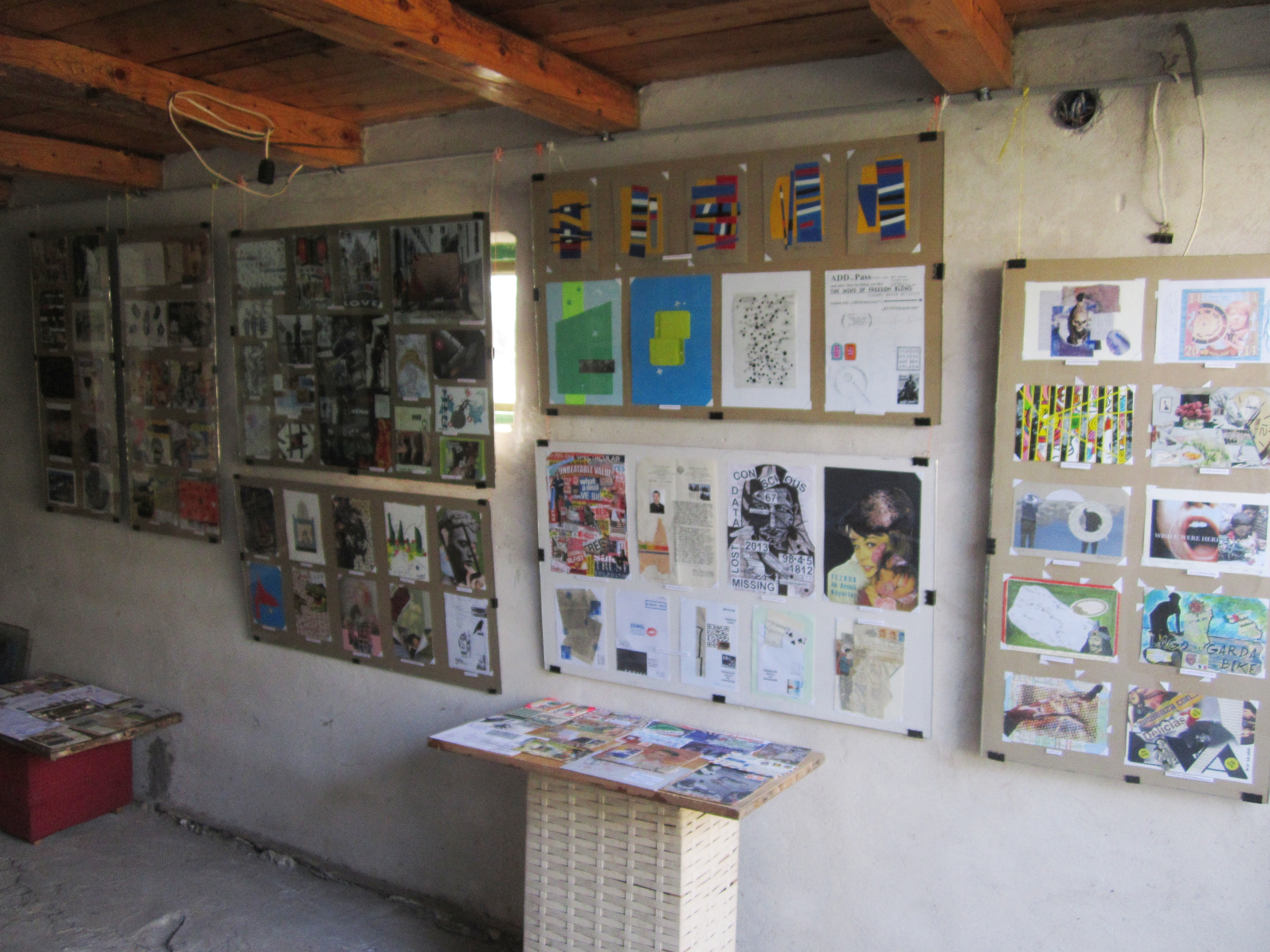
галерея "Тимутопіяпрес" 2014р."Колаж Арт" (фрагмент експозиції)

Куратор проєкту львівський художник Любомир Тимків представив роботи 152 сучасних майстрів колажу з 27 країн світу.
У Січні 2021 року, мисткиня Аннет Сагаль засновує українську та міжнародну онлайн спільноту KYIV COLLAGE COLLECTIVE

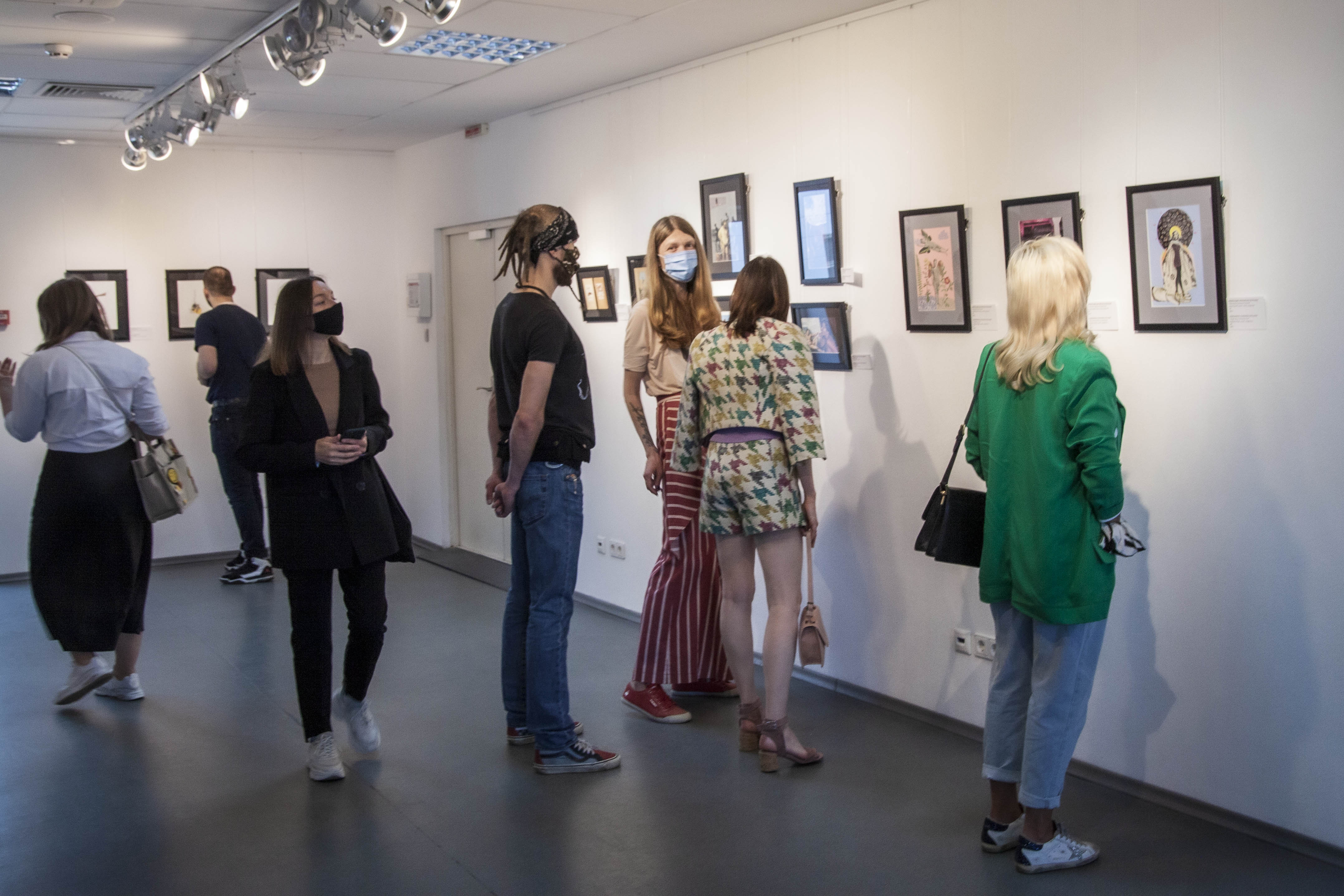
Музей Історії Міста Києва. Виставка "Мистецтво не вічне. Міжнародний Колаж" в рамках фестивалю CUTOUT

У Лютому 2021 року Аннет Сагаль, Катя Сита та Ольга Сита засновують Перший в Україні Фестиваль Сучасного Колажу CUTOUT.
15 Березня 2021 року CUTOUT COLLAGE FESTIVAL публікує свій офіційний сайт та соціальні мережі, відкриває open-call (конкурс) для українських митців на участь у фестивалі. Йде активне планування та підготовка до заходу. Переговори з митцями та локаціями. Тема: "Мистецтво не Вічне". 
Фестиваль проходить у Червні 2021 року за участі Українських та міжнародних митців. Проводяться воркшопи, лекції та кінопокази на тему колажу.
6 Серпня 2021 року, Аннет Сагаль, Катя Сита та Ольга Сита відкривають CUTOUT COLLAGE STUDIO —  першу в Києві майстерню сучасного колажу.
У 2022 році, CUTOUT бере участь у Міжнародних Фестивалях Колажу в Іспанії та Словаччини, влаштовує виставки у Європі та продовжує активну діяльність в Україні.
У техніці аналогового колажу працюють також такі українські митці як Андрій Страхов, Elise Laluna, Ліна Романуха. 